# Vähkjärv
Vähkjärv ist ein natürlicher See in Kanepi im Kreis Põlva auf dem estnischen Festland. 1,4 Kilometer vom 9,1 Hektar großen See entfernt liegt das Dorf Jõksi und 48,1 Kilometer entfernt der 3555 km² große Peipussee (Peipsi-Pihkva järv).